# فوبینه
فوبینه (به ایتالیایی: Fubine) یک کومونه در ایتالیا است که در استان آلساندریا واقع شده‌است.

## خصوصیات
فوبینه ۲۵٫۵ کیلومترمربع مساحت و ۱٬۶۸۱ نفر جمعیت دارد.